# ヨドバシ博多
ヨドバシ博多（ヨドバシはかた）は、福岡県福岡市博多区（博多駅筑紫口側）にある複合商業施設である。大手家電量販店の「ヨドバシカメラ マルチメディア博多」をはじめ、多数のテナントが入居している。

## 概要
2002年11月1日に九州初の店舗として開店。店舗面積は約23,000m2。このうちヨドバシカメラの店舗面積は、約17,500m2で、2001年11月に開店したマルチメディア梅田の22,000m2に次ぐ規模となった（現在の梅田の店舗面積は35,600m2である）。また、時間外窓口を設置しており、24時間注文した商品を受け取る事が可能。
2012年に大規模なリニューアルを行い、テナント入居部を除いたヨドバシカメラの売り場面積は、それまでの約17,500m2から約20,000m2に拡張し、国内のヨドバシカメラ内の店舗面積では5位となった
ヨドバシ博多の存在もあり、福岡県福岡市の家電量販市場は、博多駅前が最も大規模といわれている。また、周辺にはドスパラ博多店、じゃんぱら博多店などのパソコン専門店がある。かつては、マウスコンピューターのダイレクトショップも博多駅近くに存在したが、2022年4月に天神へ移転している。

## 各フロアの概要
（2025年4月1日現在）
- 11階：グリルピア ヨドバシ博多店（バーベキュー場）
- 5 - 10階：駐車場
- 4階：ロピア、DAISO、GiGO、元祖もつ鍋もつ焼き 楽天地等（GiGO以外は2023年6月2日、GiGOは同年6月23日開業[6]）
- 3階：石井スポーツ・ART SPORTS・Fashion Zone　ジーユー
- 地下1階 - 2階：ヨドバシカメラ
- 地下2階：物流センター